# Instituto Histórico e Geográfico de São Paulo

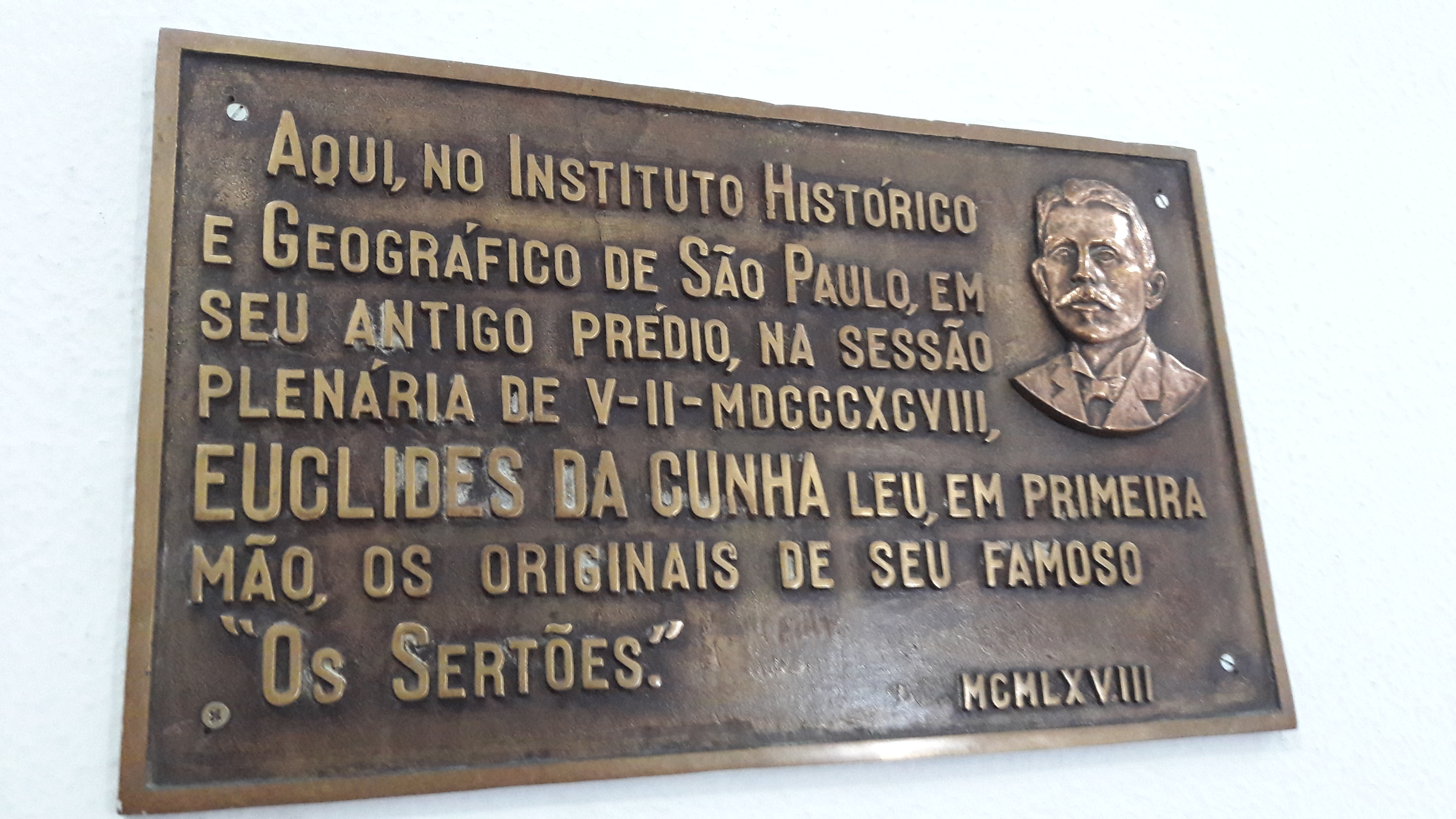
Placa alusiva a Euclides da Cunha.

O Instituto Histórico e Geográfico de São Paulo (IHGSP) MHIH é uma instituição científica e cultural localizada na cidade de São Paulo, no Brasil.
Sem fins lucrativos, tem como principais objetivos a pesquisa e divulgação da história, da geografia e correlatos, principalmente com respeito à cidade e estado de São Paulo.
O IHGSP promove cursos e sessões abertas ao público, publica uma revista cultural e dispõe de um vasto acervo, aberto ao público e aos pesquisadores.

## História
Domingos José Nogueira Jaguaribe Filho, Antônio de Toledo Piza e Estêvão Leão Bourroul tomaram a iniciativa de convidar todos os intelectuais paulistas para uma reunião realizada no dia 1 de novembro de 1894 (130 anos) no salão nobre da Faculdade de Direito, cedido pelo então diretor  o Barão de Ramalho. O objetivo da reunião estava estabelecido no convite: "O fim da reunião é tratar da criação do Instituto Histórico Paulista." Cento e trinta e nove pessoas atenderam ao convite e subscreveram a ata da fundação do instituto, entre elas podem ser destacados: Antonio Carlos Ribeiro de Andrada, Antonio da Silva Prado, Bernardino de Campos, Francisco de Paula Ramos de Azevedo, Francisco de Paula Rodrigues Alves, Luis de Anhaia Melo, Martinho Prado Júnior, Orville A. Derby, Pedro Augusto Gomes Cardim, Teodoro Sampaio, entre outros nomes.
A 6 de Março de 1971 foi feito Membro-Honorário da Ordem do Infante D. Henrique de Portugal.

## Primeira Administração
Os primeiros administradores, eleitos por aclamação foram: Cesário Mota Júnior, para presidente; Domingos Jaguaribe, para vice-presidente; Antonio de Toledo Piza, para secretário; Estevão Leão Bourroul, Carlos Reis e o cônego José Valois de Castro, sem cargos especificados. A mesma assembleia que os elegeu no dia da fundação do IHGSP, aclamou presidente honorário a Prudente de Morais, que chegaria no dia seguinte ao Rio de Janeiro, para assumir, duas semanas depois, a presidência da República.
Em 23 de dezembro de 1894 (130 anos) a assembleia elegeu para o primeiro triênio administrativo, a seguinte diretoria: dr. Cesário Mota Júnior, presidente; conselheiro Dr. Manuel Antônio Duarte de Azevedo, vice-presidente; dr. Carlos Reis, 1º secretário; dr. Manuel Ferreira Garcia Redondo, 2º secretário; e dr. Domingos José Nogueira Jaguaribe Filho, tesoureiro. Cesário Mota faleceu antes de completar o mandato e foi substituído pelo vice-presidente em exercício.

## Proposta
A primeira diretoria do instituto fundamentou os princípios que norteiam a instituição até hoje
- Promover o estudo e o desenvolvimento da História e Geografia do Brasil e principalmente do Estado de São Paulo e, bem assim, ocupar-se de questões e assuntos literatos, científicos, artísticos e industriais, que possam interessar o país sob qualquer ponto de vista;
- Publicar uma revista, uma vez ao menos anualmente, dando conta da vida da associação e onde fiquem arquivados os trabalhos que o Instituto julgar uteis e interessantes;
- Manter correspondência e relações com as sociedades congêneres, nacionais e estrangeiras.

## Abrangência
- Memória das tradições e sua preservação;
- Colaborar com os governos quando as finalidades se identifiquem;
- Defender e prestigiar manifestações com os mesmos objetivos.